# Хој Ан
Хој Ан (вијетнамски језик: Hội An; француски језик и шпански језик: Faifo, што је транслација вијетнамског Хộи фố (海浦) што значи "обални град") је град на обали Јужног кинеског мора у вијетнамској покрајини Кванг Наму. 
Град на естуару реке Ту Бон је у 1. веку био познат као град Чампа краљевства, Лâм Ấп Фố, и тада је био највећа лука југоисточне Азије. Од 7. до 10. века из њега су Чампе контролисале стратешки пут зачина, што је довело до његова великог благостања. У 15. и 16. веку је постао важно вијетнамско трговачко средиште и у њему су Кинези, Јапанци, Индијци и Холанђани изградили своје четврти. Стога је стари град Хој Ана уписан на УНЕСКО-в Списак места Светске баштине у Азији и Аустралазији 1999. године као изванредно добро сачуван град изграђен од 15. до 19. века у којему грађевине и план улица одражавају изворне и стране утицаје који су се спојили у јединствену светску баштину.

## Историја
Археолошки налази и ископине су показали да је већ у 2. веку п. н. е. постојала лука и трговачко средиште локалног народа Са Хујн уз реку Ту Бон. Она се наставила ширити, и у 15. веку настао је град Хој Ан (позната у иностранству као Хаифо, Каифо, Фаифу или Фаикфо) који је био најважнија лука након што је Вијетнам апсорбирало Чампа краљевство. Он постаје један од најважнијих средишта трговинске, а тиме и културне размене у југоисточној Азији, привлачећи бродове и трговаце из других делова Азије и из Европе, који доживљава процват у раздобљу од краја 16. до почетка 18. века. Кроз Хој Ан је хришћанство продрло у Вијетнам у 17. веку.
Хој Ан је задржао своју улогу као главна лука у средишњем подручју Вијетнама током 19. века, када је краљевска династија Нгујен управљала "затвореном трговинском политиком". До краја века, због пораста осталих лука на обали Вијетнама, а посебно Да Нанга и насипавања луке Хој Ана, дошло је до коначног пропадања Хој Ана. Али, због ове економске стагнације, Хој Ан је сачувао свој стари изглед у скоро нетакнутом стању.

## Знаменитости
Већина зграда је изграђено у традиционалном архитектонском стилу из 19. и 20. века и нанизане су у уским уличицама традиционалног типа на северној обали реке Ту Бон. Улице које су паралелне уз реку, у смеру исток-запад, су пресечене под правим углом мањим улицама и алејама. Унутар овог подручја налазе се куће (често заједно с трговинама), градске куће (за поштовање мудраца, оснивача насеља или заната) и породичне култне куће (за поштовање предака), трајектна рива и отворено трговиште. Архитектура Хој Ана је готово у потпуности од дрва и комбинује традиционални вијетнамски дизајн с онима из других земаља, пре свега Кине и Јапана, чији су се грађани доселили и изградили куће и трговине у духу својих корена.
Ту су и многе верске грађевине, као што су пагоде (обично квадратног темеља с раскошно украшеним крововима), храмови, саборне дворане, итд., које су настајале развојем лучке заједнице. Дрвени мост Chùa cầu је спојен с будистичком пагодом и водио је до јапанске четврти, те има одлике јапанске уметности.
Традиционални начин живота, религије, обичаја и кулинарства су још увек могу наћи у Старом граду где се се сваке године одржавају и многи традиционални фестивали.
- Река Ту Бон у Хој Ану
- Мост-пагода Chùa Cầu
- Кинески храм Фуок Киен
- Трунг Хоа
- Кантонски сабор Куанг Ђонг